# 亞當·霍羅維茨
亞當·基夫·霍羅維茨（英語：Adam Keefe Horovitz，1966年10月31日—）是美國饒舌歌手、吉他手與演員。他知名於其藝名Ad-Rock以及身為嘻哈團體野獸男孩的成員。

## 早年人生
霍羅維茨生長於曼哈頓的公園大道上，他的家人有母親畫家桃樂絲（Doris Horovitz，元姓氏為基夫(Keefe)）、父親劇作家以色列（Israel Horovitz）和姐姐製片人瑞秋（Rachael Horovitz）。他的父親是猶太人，而母親是愛爾蘭血統的羅馬天主教徒。

## 事業生涯

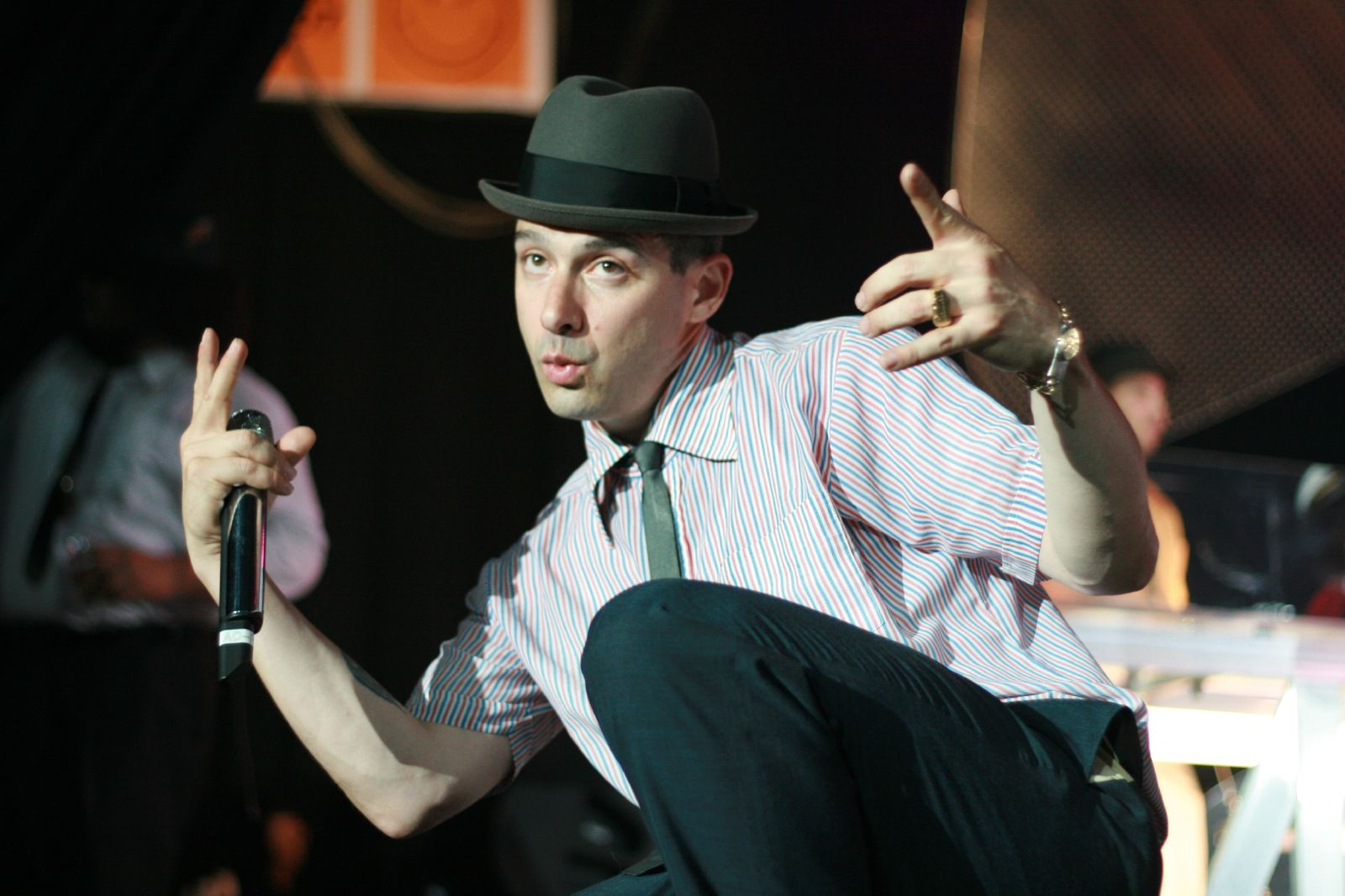
2007年9月5日，Ad-Rock與野獸男孩在西班牙巴塞隆納的演出。

霍羅維茨最初是在常與野獸男孩一同演出的龐克樂團The Young and the Useless開始他的音樂生涯的。1982年，野獸男孩的吉他手約翰·貝瑞退團，而當時年僅16歲的霍羅維茨進來替補他。在霍羅維茨加入之後，野獸男孩開始轉變風格，從原來的硬蕊龐克樂團發展成更加嘻哈風格的團體。團體後來與Def Jam唱片公司簽約，並於1986年發行他們的首張專輯《作惡執照》。這張專輯取得了巨大的商業成功，並產生了六首熱門單曲，團體在這之後發行了七張專輯。到2010年，野獸男孩僅在美國銷售了2200萬張唱片，全球銷量達到4000萬張。2012年，野獸男孩入選搖滾名人堂。
除此之外，霍羅維茨也以41 Small Stars之名為其他藝人重新混音。另外他在紐約卡巴萊表演者布麗奇特·埃弗雷特的伴奏樂團The Tender Moments彈貝斯。
霍羅維茨還參演過幾部電影和電視節目。他的一些角色包括《Lost Angels》（1989年）的Tim 'Chino' Doolan、《Roadside Prophets》（1992年）的Sam、《Godspeed》（2007年）的Repulski、《青春倒退嚕》（2014年）的佛萊契和《黄金出口》（2017年）的Nick。

## 個人生活
在1980年代後期，霍羅維茨與美國女演員莫利·林沃德建立了關係。他們是在《泡妞專家》的片場上見過面。
1992年，霍羅維茨與女演員艾歐妮·斯凱結婚，夫妻倆在1995年分居並在1999年離婚。自1997年以來，他開始與暴女音樂人凱瑟琳·漢娜交往，並在2006年結婚。霍羅維茨在2013年關於漢娜生平和事業的紀錄片《龐克女力》的拍攝佔據重要地位。他甚至自己拍攝了漢娜服用對抗萊姆病的藥物的不良反應。
霍羅維茨自2003年經歷了強直－陣攣性發作後便開始配戴醫療警報手鐲。2018年11月，他買下了加州南帕薩迪納的房子。

## 作品列表
與野獸男孩
- 《作惡執照（英语：Licensed to Ill）》（1986年11月15日）
- 《保羅時裝店（英语：Paul's Boutique）》（1989年7月25日）
- 《敲敲你的頭（英语：Check Your Head）》（1992年4月21日）
- 《溝通不良（英语：Ill Communication）》（1994年5月31日）
- 《哈囉下流（英语：Hello Nasty）》（1998年7月14日）
- 《敬紐約一杯（英语：To the 5 Boroughs）》（2004年6月14日）
- 《全民大悶歌（英语：The Mix-Up）》（2007年6月26日）
- 《辣醬委員會第二章（英语：Hot Sauce Committee Part Two）》（2011年4月27日）

與BS 2000
- 《BS 2000》（1997年）
- 《Simply Mortified（英语：Simply Mortified）》（2001年2月6日）

## 外部連結
- 亞當·霍羅維茨在互联网电影资料库（IMDb）上的資料（英文）
- 亞當·霍羅維茨的Twitter （页面存档备份，存于）